# オオアオジタトカゲ
オオアオジタトカゲ（大青舌蜥蜴、Tiliqua gigas）は、トカゲ科アオジタトカゲ属に分類されるトカゲ。

## 分布
インドネシア、パプアニューギニア
- T. g. keiensis　カイアオジタトカゲ

インドネシア（アルー諸島、カイ諸島）

## 形態
全長50-60cm、最大全長70cm。種小名gigasは「巨大な」の意。アオジタトカゲ属内では体形は細長い。胴体中央部の斜めに列になった背面の鱗の数（体列鱗数）は28-32。
- T. g. gigas　アンボンアオジタトカゲ

体形は細長い。頭頂板から口角にかけての鱗は3-4枚。背面は灰褐色や明褐色で、細く黒い横帯が入る。四肢は黒い。
- T. g. keiensis　ケイアオジタトカゲ

体形は亜種内では最も細長い。頭頂板から口角にかけての鱗は5枚。成体は背面の横帯が不鮮明になり、黄褐色や緑褐色の斑紋が入る。四肢や尾は長い。

## 分類
以前はハスオビアオジタトカゲの亜種とされていたが、近年独立種になった。
- Tiliqua gigas evanescens　Shea, 2000　パプアニューギニアアオジタトカゲ　Merakue blue-tongued skink
- Tiliqua gigas gigas　(Schneider, 1801)　アンボンアオジタトカゲ、オオアオジタトカゲ　Indonesian blue-tongued skink
- Tiliqua gigas keiensis　Oudemans, 1894　カイアオジタトカゲ　Key Island blue-tongued skink

## 生態
草原や森林等の幅広い環境に生息する。
食性は雑食性で昆虫類、カタツムリ等の陸棲の貝類、小型哺乳類、動物の死体、花、果実等を食べる。
繁殖形態は卵胎生で、1回に5-25匹の幼体を出産する。

## 人間との関係
ペットとして飼育されることもあり、日本にも輸入されている。以前は基亜種が主に流通したが、近年生息地で保護されるようになり流通量は激減している。最近では主に未記載の亜種もしくは未記載種が流通し、別種ハスオビアオジタトカゲの基亜種ヒガシアオジタトカゲの名前で流通することもある（本来のヒガシアオジタトカゲは野生動物の輸出を禁止しているオーストラリア産のトカゲのため流通は稀で高価）。亜種ケイアオジタトカゲの流通は少ないが、野生個体と飼育下繁殖個体が共に流通する。亜種パプアニューギニアアオジタトカゲは国内では流通したことがないとされる。テラリウムで飼育される。飼育にあたっては底面積を重視した大型のケージを用意する。上面には蒸れない様に通気性を確保でき、かつ脱走されないような蓋をする。床材として表面が軽く湿った破砕したヤシガラ（粉状のヤシガラ土は乾燥した際に眼や呼吸器系に入り疾患を及ぼす可能性があるため薦められない）や腐葉土等をやや厚めに敷く。流木やコルクバーグ等を下に潜りこめるような隠れ家にする。極度の低温に弱いためケージの外側底面からシート状の遠赤外線ヒーターで温めたり、冬季は夜間も光の出ない照明器具を照射する。餌としてはコオロギ、果実、野菜等を与えるが、雑食の爬虫類用の人工飼料にも餌付く。餌に対しては事前に野菜等の餌を与えたり、サプリメントを振りかけて栄養価を上げる。餌に反撃されたり逃げられるのを防ぐため、生きた餌の場合は顎や触角、後肢を潰したり折ってから与える。